# Arheilgen-Ost
Arheilgen-Ost bezeichnet einen Statistischen Bezirk im Stadtteil Darmstadt-Arheilgen. 

## Infrastruktur
- Arheilger Mühlchen